# Teodosio I de Alejandría
El papa Teodosio I de Alejandría (en griego Θεοδόσιος; Egipto - Constantinopla, 22 de junio de 566), teólogo y líder de los monofisitas en Egipto y Siria fue el último patriarca de Alejandría, elegido el 9 de febrero de 535, reconocido por los coptos y los melquitas y reconocido por el gobierno bizantino hasta 537.

## Biografía
Discípulo de Severo de Antioquía, había sido secretario del patriarca anterior, Timoteo IV de Alejandría, también monofisita. Desde 519 se habían desarrollado dos tendencias rivales dentro de este movimiento: los partidarios de Severo y los de Juliano de Halicarnaso. La elección de 535 produjo el estallido del conflicto: los 'severianos' eligieron a Teodosio y los 'julianistas' a Gaianos. Se produjeron enfrentamientos sangrientos en la ciudad y Gaianos y sus seguidores se apoderaron del palacio patriarcal y permanecieron allí durante 103 días. 
El chambelán Narsés, enviado desde Constantinopla por la emperatriz Teodora, que apoyaba a los 'severianos', desembarcó con su ejército e instaló a la fuerza a Teodosio. Gaianos fue arrestado y exiliado a Cerdeña. En tres meses, los enfrentamientos provocaron miles de víctimas. Narses, enfurecido, para acabar con ellos, tuvo la idea de prender fuego a la ciudad. La existencia de una iglesia 'julianista' separada (ahora llamada a menudo 'gaianita') duró varios siglos.
En mayo de 536, tuvo lugar un sínodo en Constantinopla bajo la presidencia del patriarca Mennas, quien excomulgó y declaró fuera de la ley a Severo de Antioquía que, encarcelado, pudo escapar gracias a la emperatriz Teodora y refugiarse en Egipto. Ningún representante egipcio estuvo presente en el sínodo de Mennas. A finales del 536, el emperador Justiniano convocó a Teodosio a Constantinopla, pero se negó a renegar de sus convicciones 'severas', por lo que fue declarado hereje, depuesto y enviado al exilio, junto con otros monofisitas, a un pequeño pueblo de Tracia llamado Dercos, a cincuenta kilómetros de Constantinopla (cerca del lago costero ahora llamado Durugolu). Un higúmeno egipcio presente en la capital, Pablo Tabannesiote, fue consagrado en su lugar por el patriarca Mennas (a finales del 537).
En 539, la emperatriz Teodora hizo traer a Teodosio a Constantinopla y discretamente lo alojó en el palacio de Hormisdas, con el antiguo patriarca Antimo de Constantinopla, depuesto también como discípulo de Severo de Antioquía. A la muerte de este último en Egipto el 8 de febrero de 538, Teodosio se convirtió en el líder reconocido de los monofisitas 'severianos'. Pero ya no pudo, hasta su muerte, regresar a Alejandría, y debió permanecer esencialmente en Constantinopla, encerrado en el palacio de Hormisdas hasta 548. Este edificio se convirtió en una especie de convento donde se alojaron los principales líderes de la Iglesia 'severa', protegidos por la emperatriz.
A partir de 541, Teodosio y su entorno se preocuparon de reorganizar un clero de su movimiento, muy afectado por la represión que se había desencadenado desde 536, sobre todo en Siria y Egipto. Una persona cercana a Teodosio, el obispo egipcio Juan de Hefestópolis, encerrado con él en el palacio de Hormisdas, comenzó a hacer ordenaciones entre los monofisitas de la capital. Ese año, aduciendo que estaba enfermo, lo envió a Dercos, y desde allí escapó en secreto a Asia Menor donde hizo docenas de ordenaciones sacerdotales en un viaje que lo llevó hasta Cilicia. Denunciado, regresó a Constantinopla, donde la emperatriz Teodora le protegió dando un falso testimonio en su favor. En los años siguientes, Juan de Hefestópolis hizo varias otras campañas clandestinas que lo llevaron a Palestina y a la misma Alejandría.
En 542, Al-Harith ibn Jabalah, emir de los gasánidas, una confederación de tribus árabes aliadas del Imperio bizantino, donde se había implantado el cristianismo en su forma monofisita, hizo una solicitud oficial a Teodora para que le facilitara dos obispos del movimiento (uno para los árabes y el otro para los protegidos no árabes del emir). Justiniano solo pudo consentir por razones diplomáticas, y la emperatriz solicitó a Teodosio la consagración de dos obispos, uno fue Teodoro, llamado Teodoro de Arabia, nombrado obispo de Bosra y el otro sería el monje Jacobo Baradeo, a quien Teodosio hizo obispo de Edesa. Una vez en Oriente, Baradeo se embarcó en una actividad desbordante de creación de un clero monofisita paralelo a la iglesia oficial (según el historiador Juan de Éfeso, habría llevado a cabo unas 100.000 ordenaciones), de modo que fue rápidamente puesto en el punto de mira de la policía imperial para su captura.
Cuando la emperatriz Teodora murió el 28 de junio de 548, lejos de poner fin a la protección de la que gozaban los dirigentes monofisitas en el palacio de Hormisdas, Justiniano les permitió salir y reaparecieron en público los dos patriarcas depuestos, Teodosio y Antimo de Constantinopla. El emperador los recibió oficialmente con todo el respeto debido a su antigua dignidad y organizó conferencias con ellos en el palacio imperial. Esta política contradictoria fue muy desconcertante para la opinión pública entre lo sucedido cuando vivía Teodora y la política de Justiniano que se habría prestado a una 'división de roles' para mantener contactos con todas las partes, aunque después de su muerte, la represión continuó en las provincias.
A partir de 557, una nueva doctrina comenzó a extenderse entre los monofisitas, la denominada 'triteísmo' por sus oponentes, que fue predicada en Constantinopla por un sirio llamado Juan Acusnage, que después de su muerte fue continuada por el monje Atanasio, nieto de la emperatriz Teodora. Ganó varios altos funcionarios de la Iglesia 'severiana', incluidos los obispos Conon de Tarso y Eugenio de Seleucia de Isauria, que fueron los dos principales colaboradores de Jacobo Baradeo, e incluso Sergio de Tella, que había sido nombrado patriarca de Antioquía. Teodosio, de acuerdo con Jacobo Baradeo, rápidamente condenó el 'triteísmo' y redactó un tratado para refutarlo, pero la Iglesia que dirigía estaba dividida por esta controversia, con la constitución de una iglesia competidora llamada los 'condoboditas' bajo la dirección de Conon y Eugenio. Después de la muerte de Sergio de Tella en 561, Teodosio, en un intento por restaurar la unidad, envió a Siria y Egipto a su secretario Pablo el Negro, que fue consagrado patriarca de Antioquía por los obispos sirios del movimiento en el 564.
Después de la muerte de Teodosio en 566, la Iglesia 'severiana' se introdujo en un período de incertidumbre, y ningún nuevo patriarca de Alejandría pudo imponerse hasta 576.

## Influencia
El patriarcado de Teodosio I y 33º papa de Alejandría fue particularmente decisivo para la formación de la iglesia copta. Teodosio fue elegido patriarca como candidato del ala moderada de los monofisitas, cristianos que creían que Cristo tenía una naturaleza en lugar de las naturalezas divina y humana. Favoreció el misticismo y la creencia en un Cristo espiritualizado, oponiéndose a las enseñanzas de Eutiquio (que argumentaba que la humanidad del Cristo encarnado era diferente a la de otros hombres) y a las de los monofisitas extremos. Ayudó e influyó en las iglesias independientes en Antioquía, Siria (iglesia jacobita) y en Egipto (iglesia copta) y avanzó en su actividad misionera para extender su clero.
A medida que los coptos continuaron reconociendo a Teodosio, el linaje entre los patriarcas coptos y melquitas se escindió. Esta escisión perdura hasta hoy.
Teodosio es conmemorado en el copto Synaxarion el día 28 de Ba'unah (5 de junio), día de su fallecimiento.

## Obras
Teodosio escribió varios tratados contra las herejías de los triteístas, que creían en tres dioses, y los agnoetae, creyentes en el conocimiento falible de Cristo. Sus trabajos incluyen sermones coptos y exposiciones de la doctrina monofisita moderada dirigidos a destacadas personalidades bizantinas.
| Predecesor: Timoteo IV | Patriarca de Alejandría 535-536 | Sucesor: Gainas |

| Predecesor: Timoteo III | Papa de la Iglesia Ortodoxa Copta 535-566 | Sucesor: Pedro IV |